# Tessa Calders i Artís
Tessa Calders i Artís   (Ciutat de Mèxic, 27 de desembre de 1950) és llicenciada en arqueologia, doctora en filologia i experta en cultura hebrea. Filla de Pere Calders i Rossinyol i neboda d'Avel·lí Artís-Gener. Va ser professora i cap de departament de Llengües semítiques de la Universitat de Barcelona.
És fundadora i presidenta de l'Institut d'Estudis Món Juïc.

## Obra publicada
- 2002: El Príncep i el Monjo. ISBN 8486329213
- 2023: La judeïtat oculta d'Arendt. ISBN 2958484963